# 薩馬爾斯凱 (庫皮揚斯克區)
49°40′1″N 37°10′41″E / 49.66694°N 37.17806°E
薩馬爾斯凱（烏克蘭語：Самарське）是位於烏克蘭東部的村莊，由哈爾科夫州庫皮揚斯克區的舍夫琴科韦市镇負責管轄。該村處於中巴拉克利卡河畔，始建於1920年，面積0.28平方公里，海拔高度158米，2001年人口25。